# Міжрегіональна академія управління персоналом
Міжрегіона́льна акаде́мія управлі́ння персона́лом (МАУП) була створена в 1989 р. як недержавний вищий навчальний та науково-дослідний заклад, що професійно займається проблемами менеджменту та бізнесу.
МАУП є найбільшим економіко-гуманітарним закладом вищої освіти України, в якому навчаються студенти з понад 50 країн світу за 20 спеціальностями та 109 спеціалізаціями. За 26 років роботи підготовлено тисячі кваліфікованих фахівців-управлінців: керівників виробництва та бізнесу, менеджерів, фінансистів, маркетологів, соціологів, психологів, юристів.

## Академія
Академія ліцензована за IV рівнем Міністерством освіти і науки України (Державна ліцензія Серія АЕ № 458585 від 28.07.2014 р.) та акредитована за всіма ліцензованими спеціальностями з правом видачі дипломів про вищу освіту державного зразка (Сертифікат про акредитацію Серія РД-IV № 1123754 від 05.06.2013 р.). МАУП є членом Міжнародної кадрової академії (МКА) — міжнародної громадської організації, а також Міжнародної асоціації університетів Європейської мережі університетів безперервної освіти (EUCEN).

Структура МАУПу (зі стенда на території вишу)

Випускники Академії отримують диплом про вищу освіту державного зразка та диплом, оформлений відповідно до міжнародних вимог, з присвоєнням кваліфікації молодшого спеціаліста, бакалавра, спеціаліста та магістра.
Засновник і президент Міжрегіональної Академії управління персоналом — Щокін Георгій Васильович, кандидат психологічних і доктор соціологічних наук, доктор філософії, професор і академік ряду вітчизняних, зарубіжних та міжнародних університетів і академій, почесний професор, почесний доктор вишів Азербайджану, Білорусі, Вірменії, Киргизстану, Молдови, Росії, США та інших країн, заслужений працівник народної освіти України.
Академія включає Президентський університет (м. Київ), Всеукраїнський університет (понад 40 інститутів, філій, дочірніх структур у всіх регіонах України) та Міжнародний відкритий університет (Інститут міжнародної освіти у м. Києві, мережа центрів відкритої освіти МАУП за кордоном).
Навчальний процес в Академії забезпечують понад 2300 викладачів, 70 % з яких — доктори і кандидати наук.

## Історія
Міжрегіональна Академія управління персоналом (МАУП) була створена в 1989 році як недержавний вищий навчальний та науково-дослідний заклад, що професійно займається проблемами менеджменту та бізнесу. Перший ректор та президент Георгій Щокін.
Сьогодні МАУП — лідер недержавної освіти в Україні, про що свідчать численні нагороди та звання переможця в загальнонаціональних рейтингах ВНЗ.
За результатами Рейтингу вищих навчальних закладів України «Софія Київська» (2000—2005 рр.) та Міжнародного відкритого Рейтингу популярності та якості (1998—2001 рр) МАУП визнано найкращим недержавним вишем України та найкращим вишем управління. МАУП — володар почесних нагород «Кришталевий Ріг достатку», та «Кришталевий Слон» за перемоги у IV Міжнародному відкритому Рейтингу популярності та якості у номінації «Найкращий недержавний виш України». МАУП удостоєна орденів «За трудове досягнення» і «За розбудову України ім. М.Грушевського». У 2004 р. МАУП стала переможцем міжнародного конкурсу «Бренд Року» в номінації «Народне визнання».
МАУП — лауреат Всеукраїнського галузевого рейтингу «Найкращі підприємства України» у номінації «Освіта» -2011.
За значний внесок у розвиток економіки України та високоефективне керівництво ректор МАУП Анатолій Миколайович Подоляка був удостоєний почесного звання «Найкращий керівник року» (2011 р.).
Кожного року МАУП приймає учать у рейтингу українських вишів «Компас» та входить в десятку найкращих вишів.
Академія має безліч дипломів освітніх виставок, фахових конкурсів.
У 2012 році Академія отримала нагороду Загальнонаціонального проекту «Флагмани освіти і науки України» за вагомий внесок у розвиток освіти і науки України.
Міжрегіональна Академія управління персоналом (МАУП) — найбільший економіко-гуманітарний ЗВО України ліцензований МОН України за IV рівнем та акредитований за всіма ліцензованими спеціальностями з правом видачі дипломів про вищу освіту державного зразка.

## Відзнаки та рейтинги
МАУП — володар почесних нагород:
- 1998 — Всеукраїнський відкритий Рейтинг популярності та якості «Колесо фортуни» — «Кришталевий ріг достатку» в номінації найкращий недержавний виш України.
- 1999 — VI Міжнародний відкритий рейтинг популярності та якості товарів і послуг «Золота фортуна» — «Кришталевий слон» в номінації «Найкращий недержавний виш України».
- Орден «За трудові досягнення» IV ступеня Всеукраїнського відкритого Рейтингу популярності та якості «Золота фортуна».
- 1999, 2000, 2001, 2002, 2003 — Рейтинг вищих навчальних закладів України «Софія Київська» в номінаціях «Найкращий недержавний виш України» та «Найкращий управлінський виш України».
- Орден «За розбудову України» IV ступеня Міжнародного відкритого Рейтингу популярності та якості товарів і послуг «Золота фортуна».
- Орден «Преподобного Нестора Літописця» І ступеня Української Православної церкви.
- 2003 — Медаль імені Нельсона Мандели
- 2004 — Диплом Всенародного конкурсу «Бренд Року 2004» (нагорода у номінації «Народне визнання»), диплом отримав ректор Академії, професор Микола Головатий.
- 2006 — Перемога в національному бізнес-рейтингу з присвоєнням звання «Лідер галузі вищої освіти».
- 2007 — Академія увійшла у сотню лідерів-платників податків столиці (нагорода від Київського міської державної адміністрації).
- 2012 — Гран-прі у номінації «Інформаційні ІТ-технології  у вищому навчальному закладі».
- 2012 — Міністр освіти і науки України Дмитро Табачник вручив грамоту МАУП за вагомий внесок у розвиток науки та освіти України.
- 2013 — Золота медаль у номінації  «Видання підручників та навчальних посібників нового покоління для профільних вищих навчальних закладів».
- 2014 — МАУП отримала премію European Awards for Best Practices-2014.

## Структура

### Інститути і факультети Президентського університету
- Навчально-науковий інститут міжнародної економіки та фінансів
- Навчально-науковий інститут права
- Навчально-науковий інститут міжнародних відносин і соціальних наук
- Інститут дизайну, архітектури і журналістики
- Деснянський інститут МАУП
- Факультет комп'ютерно-інформаційних технологій
- Факультет охорони здоров'я

### Всеукраїнський університет

МАУП — регіональні представництва

Всеукраїнський університет — це мережа сучасних вищих навчальних закладів Міжрегіональної академії управління персоналом, що розташовані по всій території України (понад 40 інститутів, філій та відділень).
Студенти всіх регіональних підрозділів, як і студенти Президентського університету, навчаються за єдиними навчальними планами і програмами відповідно до обраної спеціальності та форми навчання.
Вінницька область
- Вінницький інститут МАУП

Волинська область
- Ковельський центр дистанційного навчання
- Волинський інститут МАУП ім. В.Липинського

Дніпропетровська область
- Дніпропетровський інститут МАУП
- Центр дистанційного навчання «Кам'янський інститут»
- Центр дистанційного навчання «Криворізький інститут»
- Центр дистанційного навчання «Нікопольський інститут»
- Західнодонбаський інститут

Донецька область
- Маріупольський інститут МАУП
- Центр дистанційного навчання «Донецький інститут»

Житомирська область
- Житомирський інститут МАУП
- Бердичівський центр дистанційного навчання при Житомирському інституті

Закарпатська область
- Центр дистанційного навчання «Закарпатський інститут»

Запорізька область
- Запорізький інформаційний центр

Київська область
- Білоцерківський центр дистанційного навчання
- Фастівський інформаційний центр
- Березанський центр дистанційного навчання
- Богуславський інформаційний центр
- Бориспільський факультет муніципального менеджменту
- Яготинський інститут МАУП

Кіровоградська область
- Кіровоградський інститут МАУП

Луганська область
- Центр дистанційного навчання «Луганський інститут»
- Сєвєродонецький інститут МАУП
- Центр дистанційного навчання «Краснодонський інститут»

Львівська область
- Львівський інститут МАУП
- Прикарпатський інститут МАУП ім. М.Грушевського

Миколаївська область
- Причорноморский інформаційний центр

Одеська область
- Придунайська філія
- Одеський інститут МАУП

Полтавська область
- Полтавський центр дистанційного навчання
- Кременчуцький інформаційний центр

Сумська область
- Центр дистанційного навчання «Сумський інститут»
- Конотопський центр дистанційного навчання

Тернопільська область
- Центр дистанційного навчання «Тернопільський інститут»

Харківська область
- Харківський інститут МАУП

Херсонська область
- Херсонський інститут МАУП

Хмельницька область
- Хмельницький інститут ім. Блаженнішого Володимира, Митрополита Київського і всієї України

Черкаська область
- Центр дистанційного навчання «Черкаський інститут»

Чернівецька область
- Центр дистанційного навчання «Чернівецький інститут»

Чернігівська область
- Чернігівський інститут МАУП
- Прилуцька філія

## Докторантура PhD
Здійснює підготовку наукових та науково-педагогічних кадрів з присудження наукового ступеня доктора філософії/доктора наук за напрямами: 
- Право;
- Міжнародні відносини;
- Державне управління;
- Адміністративний менеджмент;
- Політологія;Соціологія;
- Економіка;
- Банківський менеджмент;
- Ділове адміністрування;
- Управління інформаційними системами;
- Управління людськими ресурсами;
- Фінанси;
- Менеджмент та економіка охорони здоров'я;
- Освіта;
- Психологія;
- Історія;
- Культурологія;
- Українознавство;
- Релігієзнавство;
- Реклама;
- Дизайн;
- Безпекознавство;

Форма навчання — заочна
Термін навчання в докторантурі: 2 роки і 1 рік (за умови складених кандидатських іспитів).
У докторантуру приймаються громадяни України та інших країн, які мають вищу освіту на рівні спеціаліста/магістра. Зарахування до докторантури — за результатами співбесіди.
Підготовка докторів філософії здійснюється шляхом поглибленого вивчення спеціальних дисциплін, а також підготовки та захисту дисертації на засіданні Спеціалізованої Вченої ради МКА, МАУП з відповідного напряму.
У процесі навчання обов'язковим є вивчення 10 дисциплін, з яких докторанти складають іспити і пишуть реферати, а також публікації трьох наукових статей і написання дисертації для захисту її на Спеціалізованій Вченій раді.
За результатами публічного захисту докторанту присуджується науковий ступінь доктора філософії (Ph.D)/доктора наук з відповідної спеціальності і видається диплом міжнародного зразка.

## Аспірантура
В МАУП діє аспірантура за наступними спеціальностями:
- 051 Економіка;
- 075 Маркетинг;
- 081 Право;
- 281 Публічне управління та адміністрування.

## Докторантура
В МАУП діє докторантура за наступними спеціальностями:
- 12.00.04 — Господарське право; господарсько-процесуальне право;
- 12.00.07 — Адміністративне право і процес; фінансове право; інформаційне право;
- 281 — Публічне управління та адміністрування.

## Спеціалізовані вчені ради
В МАУП діють наступні Спеціалізовані вчені ради: Спеціалізована вчена рада Д 26.142.01 з правом прийняття до розгляду та проведення захисту дисертацій на здобуття наукового ступеня доктора (кандидата) юридичних наук за спеціальністю 12.00.04 «Господарське право, господарсько-процесуальне право».
Спеціалізована вчена рада Д 26.142.02 з правом прийняття до розгляду та проведення захисту дисертацій на здобуття наукового ступеня доктора (кандидата) юридичних наук за спеціальністю 12.00.07 «Адміністративне право і процес; фінансове право; інформаційне право».
Спеціалізована вчена рада Д 26.142.03 з правом прийняття до розгляду та проведення захисту дисертацій на здобуття наукового ступеня доктора (кандидата) економічних наук за спеціальностями 08.00.04 «Економіка та управління підприємствами (за видами економічної діяльності)» та 08.00.05 «Розвиток продуктивних сил і регіональна економіка». Термін повноважень спеціалізованої вченої ради Д 26.142.03 до 31 грудня 2020 року.
Спеціалізована вчена рада Д 26.142.04 з правом прийняття до розгляду та проведення захисту дисертацій на здобуття наукового ступеня доктора (кандидата) наук з державного управління за спеціальностями 25.00.01 «Теорія та історія державного управління», 25.00.02 «Механізми державного управління» та 25.00.05 «Державне управління у сфері державної безпеки та охорони громадського порядку».
Спеціалізована вчена рада К 26.142.05 з правом прийняття до розгляду та проведення захисту дисертацій на здобуття наукового ступеня кандидата юридичних наук за спеціальностями 12.00.08 «Кримінальне право та кримінологія; кримінально-виконавче право» та 12.00.09 «Кримінальний процес та криміналістика; судова експертиза; оперативно-розшукова діяльність».
Спеціалізована вчена рада К 26.142.06 з правом прийняття до розгляду та проведення захисту дисертацій на здобуття наукового ступеня кандидата наук з державного управління за спеціальністю 25.00.02 «Механізми державного управління» терміном до 31 грудня 2020 року (Додаток 1 до Наказу Міністерства освіти і науки України 11.07.2019 № 975).

### Міжнародний ліцей МАУП
Навчально-виховний комплекс «Міжнародний ліцей МАУП»
Основне покликання Ліцею спрямоване на:
- забезпечення якісної дошкільної, початкової та середньої загальної освіти;
- формування гармонійної та успішної особистості шляхом розкриття її природних здібностей, розвитку потенціалу та життєвих компетентностей;
- організацію діяльності Ліцею на засадах корпоративної культури, яка передбачає усвідомлення системи цінностей, що сповідує колектив Ліцею, кожен член якого робить власний внесок у розвиток Ліцею та виконання місії та візії;
- створення умов для самореалізації кожного члена учнівського та педагогічного колективу.

Місія Ліцею — забезпечення сучасної освіти та цілісного розвитку учнів у відповідності до індивідуальних та суспільних потреб

#### Структура Ліцею
- Дошкільний Ліцей (діти віком від 3 до 6 років): — групи повного дня — групи раннього розвитку з короткотривалим перебуванням — групи підготовки до школи
- Початковий Ліцей (1-4 класи)
- Старший профільний ліцей (5-11 класи)

#### Наповнюваність Ліцею
- Початковий ліцей (1-4 класи) — 128 осіб (32 учня на паралелі);
- Старший профільний Ліцей (5-11 класи) — 224 учня.

Загальна кількість учнів становить 352 учні.
Профілі навчання: лінгвістичний, економіко-правовий, інформаційно-технологічний.

### Економіко-правовий технікум та Деснянський економіко-правовий коледж
Навчання у технікумі та коледжі здійснюється на базі 9-ти та 11-ти класів. Протягом першого навчального року студенти засвоюють програму середньої школи, з другого курсу — опановують обрану спеціальність. Після закінчення навчання випускники технікуму отримують атестат про повну загальну середню освіту, диплом молодшого спеціаліста державного зразка та диплом, оформлений відповідно до міжнародних вимог. Випускники мають можливість на пільгових умовах без іспитів продовжити навчання в інститутах Президентського університету МАУП з третього курсу.
Інформаційне забезпечення слухачів надає Міжнародний бібліотечно-інформаційний центр ім. Ярослав Мудрого. Студенти забезпечуються навчально-методичною літературою, яка видається Академією (входить на вартості навчання). Слухачам Підготовчого відділення МАУП випускні іспити зараховуються як вступні до технікуму.
При укладенні контракту на навчання в Дні відкритих дверей діє знижка на перший внесок.
Підготовка у технікумах здійснюється за спеціальностями, що відповідають спеціальностям підготовки студентів в інститутах Президентського університету МАУП.

## Атестація кадрів
МАУП, Вищий експертно-кваліфікаційний комітет запроваджує науково-громадську атестацію науково-педагогічних кадрів вищої кваліфікації і оголошує прийом до захисту до захисту дисертацій на здобуття наукового ступеня доктора (кандидата) наук за спеціальностями:
- політична культура та ідеологія;
- політичні проблеми міжнародних систем і глобального розвитку;
- загальна психологія, історія психології;
- економіка та управління народним господарством;
- суспільне здоров'я, організація охорони здоров'я і економіка охорони здоров'я.

За результатами захисту здобувачам видається диплом доктора (кандидата) наук, оформлений Автономною некомерційною організацією Вищий експертно-кваліфікаційний комітет/

## Міжнародна співпраця
Міжнародне співробітництво Міжрегіональної Академії управління персоналом спрямоване на визначення стратегічних країн-партнерів та пріоритетних регіонів, де існує ринкова потреба у фахівцях високої кваліфікації, на інтегрування МАУП та її окремих підрозділів у європейський та світовий простір вищої освіти. Ця інтеграція полягає у встановленні партнерських зв'язків з вищими навчальними закладами за кордоном, фінансуванні навчальних, наукових та культурних проектів, міжнародних програм у галузі вищої освіти, а також залученні до лав студентів Академії якомога більшого числа іноземних громадян, зокрема іноземців українського походження, з метою поширення української вищої освіти в міжнародному співтоваристві.
В контексті стратегічного розвитку освітньої та наукової діяльності, Академія приділяє велику увагу двом найперспективнішим напрямам:
- навчання іноземних студентів у Міжнародному підготовчому інституті МАУП з курсу підготовки іноземних громадян до вступу до вищих навчальних закладів України;
- навчання іноземних студентів у Президентському університеті МАУП за всіма акредитованими напрямами і спеціальностями;
- організації навчання студентів за базовими спеціальностями Академії у її структурних підрозділах за кордоном.

Міжнародний відкритий університет МАУП підтримує освітянські зв'язки з низкою вищих навчальних закладів зарубіжних країн з метою впровадження інноваційних форм освіти, подальшого розширення географії набору іноземних студентів, розвитку мережі закордонних структурних підрозділів.
Кожного року на науково-освітній базі МАУП проводяться міжнародні конференції, в яких беруть участь українські та зарубіжні вчені, дипломати, представники державних інституцій, духовенства України й зарубіжжя. Академія намагається бути на стрижні останніх досягнень в галузі освіти та організації навчального процесу, послідовно запроваджуючи вимоги та нормативні документи Болонського процесу.
Нині МАУП здійснює співпрацю з Університетом «Тафаккюр» (м. Баку, Азербайджанська Республіка), Недержавним інститутом парламентаризму і підприємництва (м. Мінськ, Республіка Білорусь), Навчальним центром «Енаїда» в м. Варна і Міжнародною академією гуманітарних наук в м. Софія (Республіка Болгарія), Університетом управління та розвитку освіти і Університетом міжнародних відносин ім. А. Ширакаці (м. Єреван, Республіка Вірменія), Грузинсько-Українською Міжнародною Академією «GUMA Meridian+» в м. Тбілісі і Грузинською Міжнародною Академією в м. Руставі (Республіка Грузія), Коледжем «Міжнародна школа бізнесу» (м. Кишинів, Республіка Молдова), Тираспольським коледжем бізнесу і сервісу (м. Тирасполь, Республіка Молдова), Відкритою Академією економіки і політики (м. Прага, Чехія).
В МАУП навчаються представники з Азербайджану, Білорусі, Болгарії, Вірменії, В'єтнаму, Грузії, Еквадору, Єгипту, Ірану, Йорданії, Камеруну, Китаю, Македонії, Молдови, Німеччини, Палестини, Перу, Польщі, Росії, Сирії, Танзанії, Тунісу, Туреччини, Узбекистану, Чехії, Швеції.
Відомості про Академію регулярно вносяться до авторитетного електронного каталогу університетів світу «World Higher Education Database», що видається під егідою ЮНЕСКО.

## Критика
З лютого 2002 р. журнал МАУП «Персонал» публікує різні статті, які жорстко критикувалися представниками єврейських організацій України та Заходу. При цьому редакцією «Перонала» підкреслювалося, що дані публікації є виразом думкою редакції, але не МАУП. Аналогічні заяви про невтручання в редакційну політику журналу робило і керівництво МАУП.
За підрахунками голови Асоціації єврейських організацій і громад (Ваад) Йосифа Зісельса, журнал МАУП несе відповідальність за 84 % всіх антисемітських публікацій в Україні. МАУП також публікує переклад книги Мустафи Тласс «Маца Сіону», в якій містяться твердження про ритуальне використання євреями людської крові.
16 листопада 2005 р. прес-служба Посольства Держави Ізраїль в Україні повідомила, що Ізраїль вимагає від української влади вжити невідкладних заходів щодо Міжрегіональної академії управління персоналом аж до закриття закладу. Заступник генерального директора МЗС Ізраїлю, голова відділу країн Європи і Азії Марк Софер 14 листопада запросив на зустріч тимчасового повіреного в справах України в Ізраїлі Олександра Хом'яка. 5 грудня 2005 року у заяві своєї прес-служби президент Ющенко солідаризувався з вимогою Ізраїлю. Міністр закордонних справ України Борис Тарасюк засудив МАУП за пропаганду антисемітизму і заперечення Голокосту.
У зв'язку зі скандальними публікаціями МАУП часто виявлялася фігурантом судових справ, в основному подаючи позови проти ЗМІ, які звинувачували МАУП в антисемітизмі і ксенофобії. Президент України Віктор Ющенко публічно засудив антисемітську діяльність академії та відмовився від почесного докторства в ній.
Журнал «Персонал» не виходить з 2008 року, в інших виданнях МАУП матеріали антисемітського характеру не розміщувалися.

### Антиукраїнські висловлювання серед професорсько-викладацького складу
У вересні 2019 року МАУП стала центром уваги ЗМІ через антиукраїнські висловлювання одного із професорів університету. Колпаков Віктор Михайлович, професор кафедри МАУП, вихованець Челябінського Вищого Військово-авіаційного училища штурманів (1979), випускник Військово-повітряної академії ім. Гагаріна (1988), Академії управління при президенті Росії (2005), за спеціальністю методологія управління. Кандидат військових наук (1998), доцент. Відповідно до заяв студентки, «Колпаков Віктор Михайлович, півтори години своєї лекції просто поливав брудом Україну, зазначав, що війну почала Україна, що Української мови вже й так немає і вона нам не потрібна в Європі», а при зауваження з її боку віддав наказ до її одногрупників винести її з аудиторії. Антиукраїнська пропаганда в вищому навчальному закладі виявилась лише після оприлюднення моральних знущань однією із студенток ВНЗ у Facebook.

## Відомі випусники
Серед випускників є провідні чиновники, державні та громадські діячі України. 
- Володимир Гройсман
- Ілля Кива
- Олексій Гончарук
- Едуард Зейналов
- Анатолій Горбатюк
- Михайло Головко
- Сергій Броневицький
- Юрій Артеменко
- Андрій Рева
- Андрій Антонищак
- Микола Даневич
- Василь Волга
- Ельбрус Тедеєв
- Жан Беленюк
- Василь Вірастюк
- Ірина Мерлені
- Дмитро Монатік

## Визнання
- 2025 — один із 61 українських ВНЗ у списку найкращих університетів світу за версією SCImago Institutions Rankings (Іспанія)[10]

## Галерея

Українсько-азербайджанський інститут соціальних наук і самоврядування у складі МАУПу
Галерея бюстів перед Інститутом соціальних наук і самоврядування МАУПу
Пам'ятник студентам і співробітникам МАУП-учасникам національної революції 2004 року біля «Сходів української історії»
Пам'ятник жертвам Голодомору біля Інституту ім. Нельсона Мандели в складі МАУПу,автори : О. Ю. Сидорук , Б. Ю. Крилов .''
Пам'ятник князю Святославу , автори : О. Ю. Сидорук , Б. Ю. Крилов .
Пам'ятник Тарасові Шевченку, автори : О. Ю. Сидорук , Б. Ю. Крилов .
Пам'ятник Богдану Хмельницькому, автори : О. Ю. Сидорук , Б. Ю. Крилов .
Пам'ятник Петру Могилі, автори : О. Ю. Сидорук , Б. Ю. Крилов.
Пам'ятник Григорію Сковороді, автори: О. Ю. Сидорук , Б. Ю. Крилов.
Пам'ятник В'ячеславу Липинському,  скульптор - Б. Ю. Крилов.
Пам'ятник Іванові Франку
Пам'ятник Ярославові Мудрому
Пам'ятник Вікентію Хвойці на території МАУП
Гуртожиток МАУПу на проспекті Лобановського в Києві